# Wilhelm Heine (Maler)

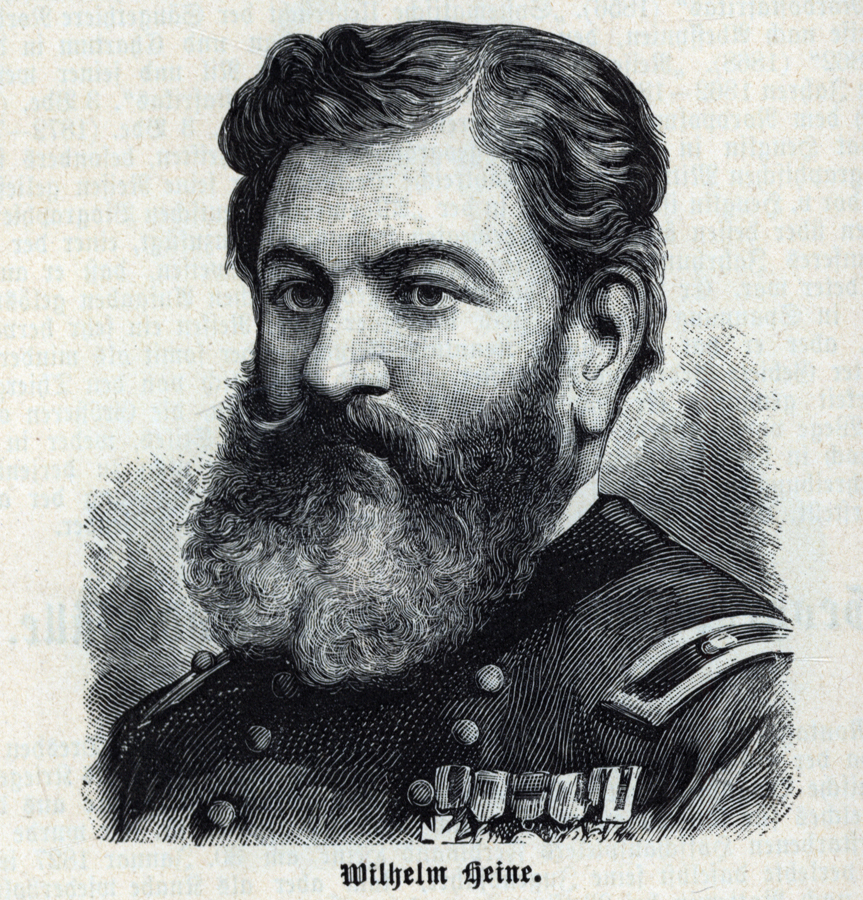
Wilhelm Heine (Porträt 1886)

Peter Bernhard Wilhelm Heine, auch William Heine (* 30. Januar 1827 in Dresden; † 5. Oktober 1885 in Kötzschenbroda), war ein deutscher Maler, Schriftsteller und Reisender.

## Leben

Landing of Commodore Perry, officers & men of the squadron, to meet the Imperial commissioners at Yoku-Hama July 14th 1853, Lithographie von Sarony & Co., 1855, nach Wilhelm Heine

Heine studierte an der Dresdner Kunstakademie und bei Julius Hübner, anschließend ging er zu Studienzwecken für drei Jahre nach Paris. Nach seiner Rückkehr nach Dresden arbeitete er als Theatermaler und Kunstlehrer. Wegen seiner Teilnahme an den Aufständen 1848/1849 musste er, unterstützt durch Alexander von Humboldt, 1849 nach New York fliehen, wo er am Broadway ein Atelier eröffnete. Auf Einladung des Archäologen und Diplomaten Ephraim George Squier bereiste er 1851 auch Lateinamerika, vertrat Squier, bis dieser nach ihm eintraf, als Konsul und dokumentierte und malte viele einheimische Pflanzen (Wanderbilder aus Centralamerika, 1853). Zurück in Washington, D.C. traf er Präsident Millard Fillmore und Commodore Matthew Calbraith Perry und schloss sich im Jahr darauf Perrys Expedition nach Japan an. Als Mitglied in dessen Stab gelang es ihm, von dem damals noch für Ausländer gesperrten Edo viele Zeichnungen zu machen. Nach seiner Rückkehr nach New York wurden diese und viele andere 1855 veröffentlicht. Es folgten seine Erinnerungen Reise um die Welt nach Japan (2 Bde., Leipzig, 1856), denen später (1859) noch ein 3. oder Supplementband unter dem Titel Die Expedition in die Seen von China, Japan und Okhotsk (Leipzig, 1859) folgte. Kurz darauf erschien als separates Werk noch Japan und seine Bewohner (Leipzig, 1860), das ebenfalls auf Erfahrungen und Studien im Zusammenhang mit dieser Reise beruht.
In Berlin erreichte Heine 1860 die Einladung, als Reisemaler die preußische Eulenberg-Expedition nach Ostasien mitzumachen. Während dieser Reise traf er in Jokohama den nach Europa zurückkehrenden russischen Revolutionär Michail Bakunin nach seiner Flucht aus Sibirien.
Zurück in den USA wurde Heine einer der Forty-Eighters, der wegen der 1848er Revolution geflohenen Europäer, die im Amerikanischen Bürgerkrieg meist auf Seiten der Unionstruppen teilnahmen. Heine war als Landvermesser (Ingenieur-)Hauptmann der Potomac-Armee und stieg 1865 bis zum Brigadegeneral auf. Zwischendurch veröffentlichte Heine 1864 sein Hauptwerk, Eine Weltreise um die nördliche Hemisphäre in Verbindung mit der Ostasiatischen Expedition in den Jahren 1860 und 1861 (Leipzig, 2 Bände). Nach dem Amerikanischen Bürgerkrieg wurde er Konsul der USA in Paris, später in Liverpool.
Schließlich kehrte er 1871 nach Dresden zurück und schrieb sein letztes Buch Japan, Beiträge zur Kenntnis des Landes und Seiner Bewohner (Berlin, 1873–80). Um 1880 ließ er sich in Niederlößnitz in der Augustusstraße 7 (heute Käthe-Kollwitz-Straße 24) nieder. Ab 1883 wohnte er in der Meißner Straße 45 (heutige Hausnummer: 269) in Kötzschenbroda. Dieser letzte Wohnsitz Heines wurde zwischenzeitlich abgerissen.

## Werke
- Wanderbilder aus Centralamerika. (Leipzig 1853)
- Reise um die Erde. 2 Bde. (Leipzig 1856)
- Die Expedition in die Seen von China, Japan und Ochotsk. (3. Band der 'Reise um die Erde', Leipzig 1859, Digitalisat in der Staatsbibliothek Berlin)
- Japan und seine Bewohner. (Leipzig 1860, Digitalisat in der Nationalbibliothek Slowenien)
- Eine Sommerreise nach Tripolis. (Berlin 1860)
- Eine Weltreise um die nördliche Hemisphäre. (Leipzig 1864)
- Japan (Folioband) (Dresden 1873–1875; Volksausgabe: 1880)